# Barry Thomson

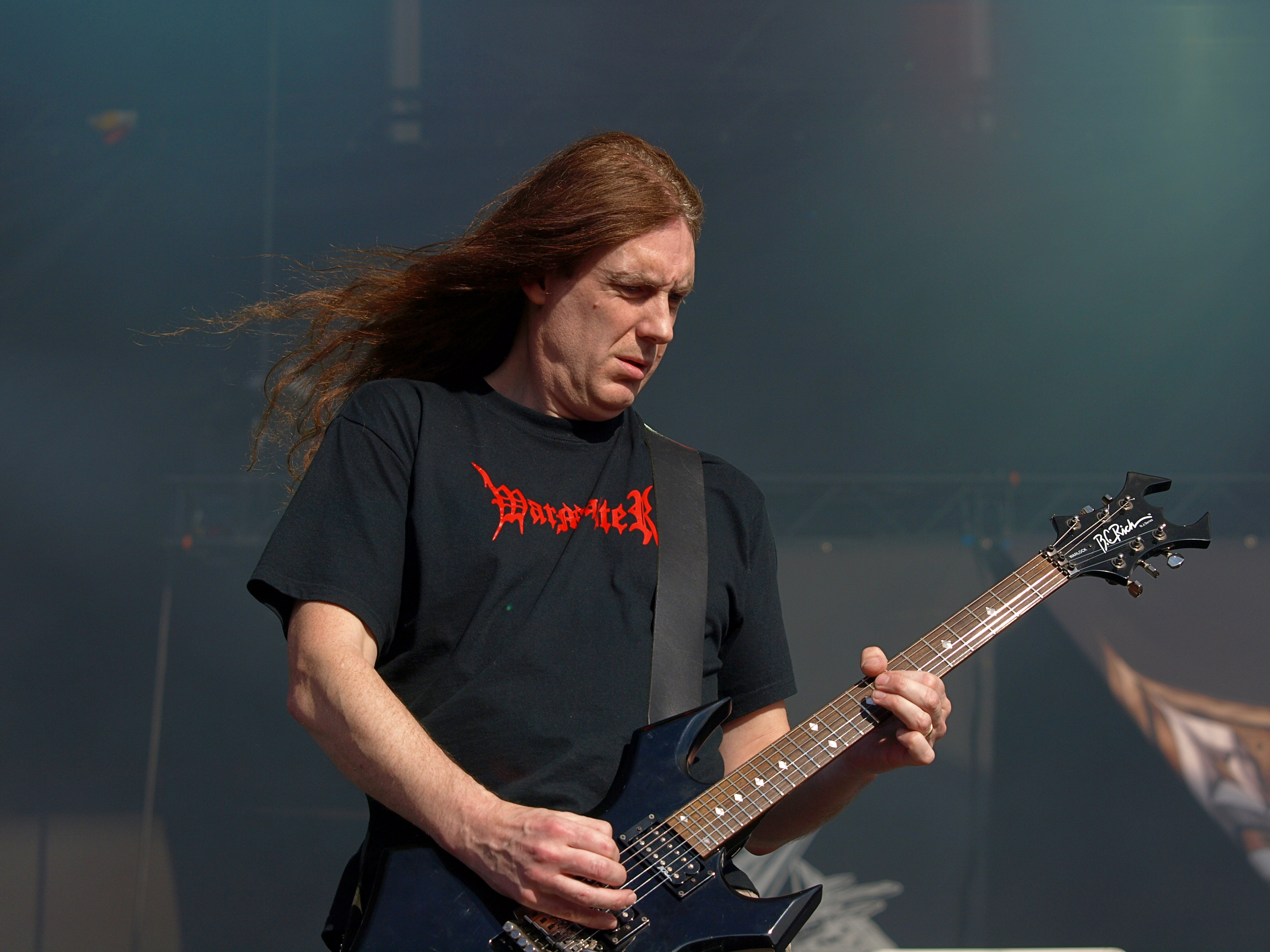
Barry Thomson in 2013

Barry (Baz) Thomson speelt slag- en sologitaar in Bolt Thrower op alle albums. Hij was medeoprichter van de band in 1986. Hij is ook de belangrijkste componist van de band. Thomson deed achtergrondvocals op het Benediction album Grind Bastard.

## Uitrusting
- B.C. Rich Warlock
- Jackson Kelly
- Boss GX700
- Marshall 9040 200w power amp
- 4 x Marshall 4x12